# Colbún (entreprise)
Colbún est une entreprise chilienne fondée en 1986, et faisant partie de l'IPSA, le principal indice boursier de la bourse de Santiago du Chili. L'entreprise est un opérateur électrique, concurrent de la Compañia General de Electricidad.